# 池田勇諦
池田 勇諦（いけだ ゆうたい、1934年8月22日- 2025年6月29日）は、三重県桑名市出身の真宗大谷派の僧侶（西恩寺前住職）。元同朋大学学長、同朋大学名誉教授。真宗大谷派「講師」。真宗大谷派董理院長。法名 一道院釋勇諦。

## 著作リスト
- 『信心の再興』（樹心社）
- 『御文勧化録』（東本願寺出版部）
- 『念仏の救い - Liberation through the nembutsu - A salvação através do nembutsu』（真宗大谷派宗務所出版部、2012年）
- 『仏教の救い1 -アジャセ王の帰仏に学ぶ』（北國新聞社出版局、2014年）
- 『親鸞聖人と現代を生きる』（真宗大谷派宗務所出版部、2014年）

### 監修
- 『真宗葬儀〈状況・原因別〉1分3分5分法話集成 - 真宗大谷派版 普及版』（ 渡邉晃純との共監修、四季社、2011年）

### 論文
- CiNii>池田勇諦
- INBUDS>池田勇諦